# Mount Cautley
Mount Cautley är ett berg i Kanada.   Det ligger på gränsen mellan Alberta och British Columbia, i den västra delen av landet, 3 000 km väster om huvudstaden Ottawa. Toppen på Mount Cautley är 2 870 meter över havet, eller 497 meter över den omgivande terrängen. Bredden vid basen är 3,9 km.
Terrängen runt Mount Cautley är bergig åt sydost, men åt nordväst är den kuperad.Trakten runt Mount Cautley är nära nog obefolkad, med mindre än två invånare per kvadratkilometer.. Det finns inga samhällen i närheten. 
Trakten runt Mount Cautley består i huvudsak av gräsmarker.